# Joannes de Mol

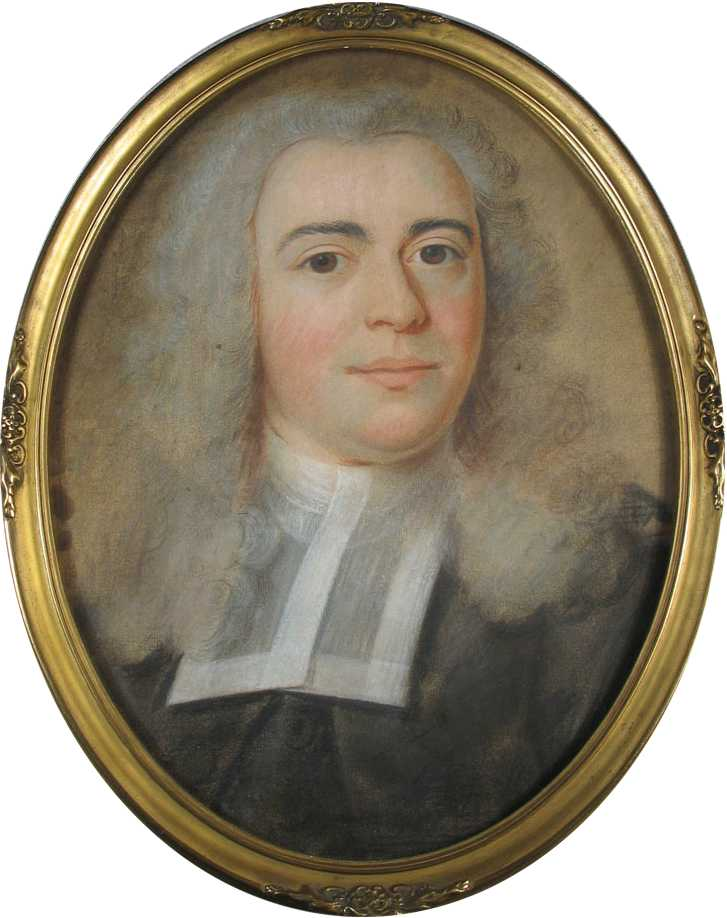
Dominee De Mol rond 1750 door Pieter Oets

Jo(h)annes de Mol(l) (Midlum (Frl.), 15 september 1726 – Amsterdam, 22 november 1782) was een Nederlandse dominee, patriot en porseleinfabrikant. De Mol had zoals vele van zijn tijdgenoten in de 18e eeuw grote interesse in poëzie en natuurwetenschappelijke experimenten. In 1774 startte hij met de fabricage van porselein als een werkgelegenheidsproject voor de plaatselijke en verarmde bevolking. 

## Biografie
Joannes de Mol werd geboren in 1726 te Midlum. In 1743 ging hij naar Leiden, hier studeerde hij evenals zijn vader theologie aan de Universiteit van Leiden. Zijn eerste standplaats was 's-Gravenpolder in Zeeland, alwaar hij trouwde met Wilhelma Jacoba van Teylingen.
De Mol kwam in 1753 in Oud-Loosdrecht terecht, waar zijn broer een positie als baljuw bekleedde. In Loosdrecht was armoede, niet zozeer veroorzaakt door economische achteruitgang, maar omdat de grootschalige turfwinning was beëindigd. Daar leerde hij de schatrijke weduwe Anna de Haze en haar verzameling Meissen porselein kennen. In 1774 kocht De Mol een partij klei op dat was overgebleven van de Weesper porseleinfabriek. Die fabriek was in 1759 opgezet door Bertrand Philip graaf van Gronsveld, drost van Muiden en lid van de Admiraliteit van Amsterdam. De manufactuur werd failliet verklaard in 1770 en had de laatste twee jaren weinig meer geproduceerd. In 1778 schreef De Mol een brief aan de Staten van Holland en West-Friesland. Hierin beschreef hij zijn ambities met de fabriek, namelijk maatregelen tegen armen en armoede, of anders geformuleerd, werkverschaffing en opvoeding. Een jaar later werd De Mol gelauwerd door de Oeconomische Tak voor zijn verdiensten in het kader van de armenzorg en werkgelegenheid. De Mol nam ook voormalige soldaten uit Suriname op proef.
De Mol begon met zijn experimenten in het tuinhuis achter de pastorie in Oud-Loosdrecht. Een deel van het productieproces vond echter plaats in De Bilt. Op het landgoed Vollenhoven stond een pletmolen met stamperij, waar veldspaat, maar mogelijk ook goedkoop chinees porselein werden vermalen. De grondstoffen werden (heimelijk) in een kelder aan de Oudegracht in Utrecht vermengd met een geschikte klei en kwarts, en vervolgens verscheept naar de Loosdrechtse porseleinfabriek in Oud-Loosdrecht. Het porselein kreeg aan de onderzijde "M.O.L." dat staat voor Manufactuur Oud-Loosdrecht.
Het porselein uit de fabriek is prachtig van kwaliteit maar ook heel duur. De afzetmarkt was klein en er was ook sprake van forse concurrentie. De Mol verspeelde niet alleen zijn eigen kapitaal en dat van zijn vrouw, maar ook van zijn Amsterdamse geldschieters. Hij leende meer geld, onder andere van Barbara van der Hoeven, de vrouw van bankier John Hope, die later een kwart van de aandelen in handen kreeg. In 1782 gaat De Mol en de fabriek alsnog failliet.

## Nadagen
Vanwege een zwakke gezondheid en rendementsproblemen verkocht De Mol zijn fabriek in 1782 voor 12.000 gulden aan vier Amsterdamse regenten: Joachim Rendorp, John Hope, Abraham Dedel en Cornelis van der Hoop, Gijsbertsz.. Zijn schuldeisers benoemden evenwel een nieuwe directeur, Frederik Daeuber.
De Mol stierf twee weken later in het logement het Rondeel aan de Amstel. De kastelein liet beslag leggen op de voorraad in het magazijn aan de bloemenmarkt. De Mol had steeds de illusie dat zijn zoon Huibert hem zou opvolgen. Die schaakte in 1783 echter een 19-jarige adellijke freule uit Maarssen en vluchtte naar Duitsland. In 1784 werd de porseleinproductie verplaatst naar de rand van Amsterdam, bij de Omval, niet ver van de huidige Rembrandttoren. Omstreeks 1820 was het met de porseleinfabricage in Amsterdam afgelopen.
- Biografisch Portaal: 24788914
- International Standard Name Identifier: 0000 0003 8759 2530
- Nederlandse Thesaurus van Auteursnamen: 07323706X
- RKD-Nederlands Instituut voor Kunstgeschiedenis: 240495
- Virtual International Authority File: 280540129
- WorldCat: E39PBJjdgYfgmtJGRtRJDVRMyd